# Cubillo
Cubillo er en by og kommune i det centrale Spanien i provinsen Segovia. Den har et indbyggertal på 73 (2024) indbyggere.